# Bittium crassicostatum
Bittium crassicostatum is een uitgestorven slakkensoort uit de familie van de Cerithiidae. De wetenschappelijke naam van de soort is voor het eerst geldig gepubliceerd in 1898 door Etheridge en Bell als Cerithium (Bittium) reticulatum var. crassicostata.